# 上岡龍太郎にはダマされないぞ!
『上岡龍太郎にはダマされないぞ!』（かみおかりゅうたろうにはダマされないぞ）は、1990年10月7日から1996年10月6日までフジテレビ系列で毎週日曜日12:00 - 13:00に放送されていたバラエティ番組で、上岡龍太郎の冠番組である。略称は「上ダマ」（かみだま）。基本は生放送だが、疑似生放送の収録形式となる回もあった。

## 概要
1976年4月から現在まで続く、日曜正午の渡辺プロダクション制作枠の番組である。
『鶴瓶上岡パペポTV』で注目を集めた上岡が本格的に東京進出した番組であり、1990年2月4日に『上岡龍太郎のもうダマされないぞ!』として放送を開始し、同年10月7日放送分をもって『上岡龍太郎にはダマされないぞ!』に改題した。

## 出演者

### メイン司会
- 上岡龍太郎

### サブ司会
男性
- 山田雅人（1990年2月 - 1994年12月）
- 恵俊彰（ホンジャマカ）（1995年1月 - 終了まで、レギュラーから昇格）

女性
- 有賀さつき（当時フジテレビアナウンサー、1990年2月 - 1992年9月）
- 小島奈津子（当時フジテレビアナウンサー、1992年10月 - 1993年3月）
- 中村英子（1993年4月 - 1994年9月）
- ゆうゆ（1994年10月 - 12月）
- 江黒真理（1995年1月 - 9月）
- 栗原みなみ（1995年1月 - 9月）
- 木佐彩子（当時フジテレビアナウンサー、1995年10月 - 終了まで）

### コント
- 九十九一
- ザ・ニュースペーパー
- 金谷ヒデユキ

### レギュラー
- 大竹まこと
- 中山秀征
- 恵俊彰
- 江川卓
- ぜんじろう

## エピソード
- 当番組枠内でMLB移籍1年目の野茂英雄（当時ロサンゼルス・ドジャース）の登板試合を衛星生中継で放送したことがあったが、現地の放送局のカメラが同試合を現地乗り込みでフジテレビと並列放送していたNHK（BS1で放送）の特設放送席を映し出した上、NHKの実況音声が当番組内で流れてしまい、慌てて映像がフジテレビのスタジオにスイッチングされるというハプニングもあった。その際上岡は「この番組は、フジテレビがお送りしております!」とアクセントを強めて視聴者にアピールしていた。この回は、本来なら未ネットの東海テレビにも同時ネットされた。その代わり、三重テレビがこの回の放送を休止し、別番組に差し替えていた。
- 上岡の持ち味でもある筋を通す性格と話芸は、心霊現象についての特集にて織田無道を呼んだ際に、大槻義彦、大竹まことと共に、乱闘寸前の討論になった。上岡は『探偵!ナイトスクープ』（ABCテレビ）において激怒した際はその後、収録中であっても退席した経緯があったが、この時はゲストコメンテーターだったデーモン閣下が過熱した出演者各々の意見を冷静に取りまとめつつ番組進行としての調整も行い放送された。
- この他1993年に、当時建設省が治水活動を目的として、細川ふみえがびしょ濡れの姿で映ったキャンペーンポスターに対し、卑猥だと抗議をした社会党（当時）の女性議員に対し、上岡が「どこが卑猥や!お前らみたいなんがおるから、社会党はロクなヤツがおらんのや!」と激怒し、番組途中からこの話題のみで押し切られたこともあった。
- オープニングトークの後のゲストを交えての座りトークにはコーナー名が付いていなかったが、番組のタイトルが『もうダマされないぞ!』から『上岡龍太郎にはダマされないぞ!』に変更された後の1回目だけ「へりくつショー」というコーナー名がついていた。この回に限り、有賀が冒頭で「へりくつショー!」とタイトルコールをしてコーナーが始まったが、翌週からはそれもしなくなった。
- 1992年には、上岡龍太郎&有賀さつきでCD「愛がきらめく時」をリリースしている。
- この番組は、1996年春に放送された番組対抗特番である『FNS超テレビの祭典』で優勝した。

## 主題歌
オープニングテーマ
- B'z「I Wanna Dance Wicked Beat Style」（イントロ部分を使用）

エンディングテーマ
- B'z「HOT FASHION -流行過多-」
- EPO「希望のバスに乗って」
- 熊谷幸子「君と約束した場所」
- アン・ルイス「YA! YA!」
- See-Saw「Chao Tokyo」
- access「NAKED DESIRE」
- 郷ひろみ「言えないよ」
- 聖飢魔II「闘う日本人」
- KIX-S「NAKED WOMAN」
- 濱田マリ「フツーで行こう」
- 木根尚登「それでもいいと思ってた」
- 飯島真理「Forever Young 〜君に会いたい〜」

## ネット局に関する備考
- 東海3県では、1994年夏ごろから独立局の三重テレビで遅れネットで放送していたが、岐阜放送（現・ぎふチャン）については放送実績がない。系列局の東海テレビではローカル枠でネットされていなかった。
- 関西地区ではKBS京都およびサンテレビなどのUHF局が遅れネットで放送していた。系列局の関西テレビはこの時間帯、自社製作のローカル枠で、1991年3月までは同じく上岡が司会を務める『花の新婚!カンピューター作戦』が放送されていた。
- 北海道文化放送では、放送開始当初は日曜14時からの遅れネットだったが、1992年10月頃から同時刻ネットとなった。その後、1995年9月をもって打ち切られ、『北の国から』の再放送に差し替えられている。

| フジテレビ 日曜12時台        | フジテレビ 日曜12時台                                                                     | フジテレビ 日曜12時台  |
| 前番組                       | 番組名                                                                                    | 次番組                 |
| ---------------------------- | ----------------------------------------------------------------------------------------- | ---------------------- |
| クイズ! 加トちゃんの1! 2! 3! | 上岡龍太郎のもうダマされないぞ! ↓ 上岡龍太郎にはダマされないぞ! ※ここから上岡龍太郎メイン | 上岡・ヒロミの花も嵐も |